# Tadamon Sporting Club Tyr
Ne pas confondre avec Al Tadamon Farwaniya, club koweïtien
Maillots
Actualités
Le Tadamon Sporting Club Tyr (arabe : نادي التضامن الرياضي صور), plus couramment abrégé en Tadamon, est un club libanais de football fondé en 1946 et basé à Tyr, dans le sud du pays.

## Histoire

### Rivalité
Le Tadamon entretient une rivalité avec l'autre équipe de Tyr, à savoir le Club Sportif de Salam Sour. Le match entre les deux équipes est appelé le « Derby de Tyr ».
La seconde rivalité du Tadamon est avec le Club Sportif Chabab Ghazieh dans le « Derby du Sud ».

## Palmarès
- Coupe du Liban
  - Vainqueur : 2001